# Planet Hemp

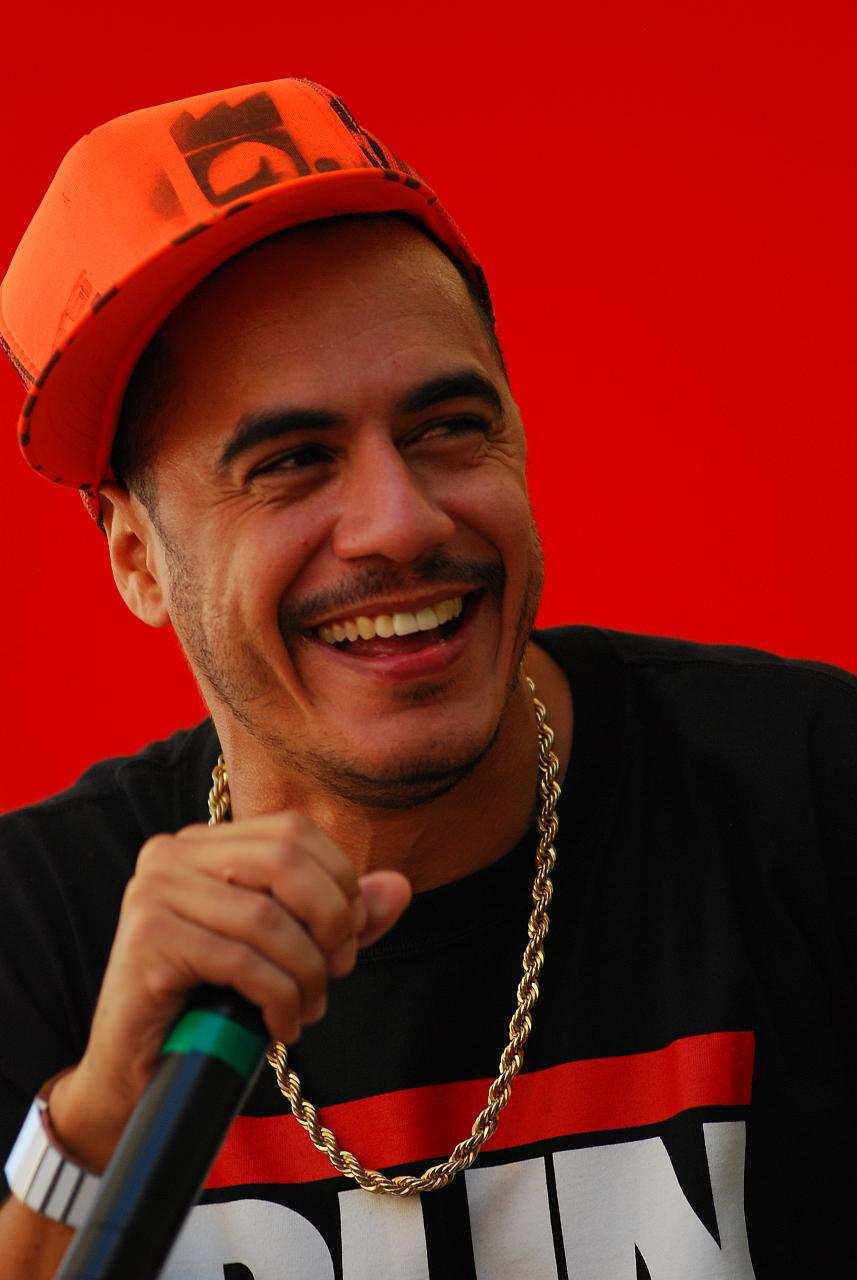
Marcelo D2, chanteur principal (avec BNegão) du groupe.

Planet Hemp était un groupe de rock brésilien créé en 1990 à Rio de Janeiro, au Brésil. Le groupe avait une position explicite en faveur de la légalisation du cannabis (marijuana). Le style musical du groupe réunissait des influences allant du rock classique au punk et Hardcore, Hip-hop et ragga. Le groupe était celui d'origine du rappeur Marcelo D2, qui était son vocaliste.
Les paroles traitaient principalement de la marijuana, ses effets et sa légalisation, mais couvraient également des questions sociales, en particulier le milieu urbain et la violence de la police. Ce type d'engagement les a conduits à des tournées avec certains grands noms du monde du hip hop, tels que les Beastie Boys et Cypress Hill.
En raison de son engagement à la cause de la légalisation de la marijuana et de ses textes apologétiques, Planet Hemp a eu plusieurs démêlés avec les tribunaux brésiliens. Disques saisis, concerts annulés et des mandats d'arrêt ont fait partie de la routine de la bande. Actuellement Marcelo D2 a une carrière solo commercialement réussie, tandis que les autres membres se consacrent à de petites carrières solo. Le groupe se réunit sporadiquement pour des concerts.

## Discographie
- (1995) Usuário
- (1997) Os Cães Ladram, Mas a Caravana Não Pára
- (2000) A Invasão do Sagaz Homem Fumaça
- (2001) MTV ao Vivo: Planet Hemp (album live, également sorti en DVD)
- (2022) Jardineiros